# 모나코 대공궁

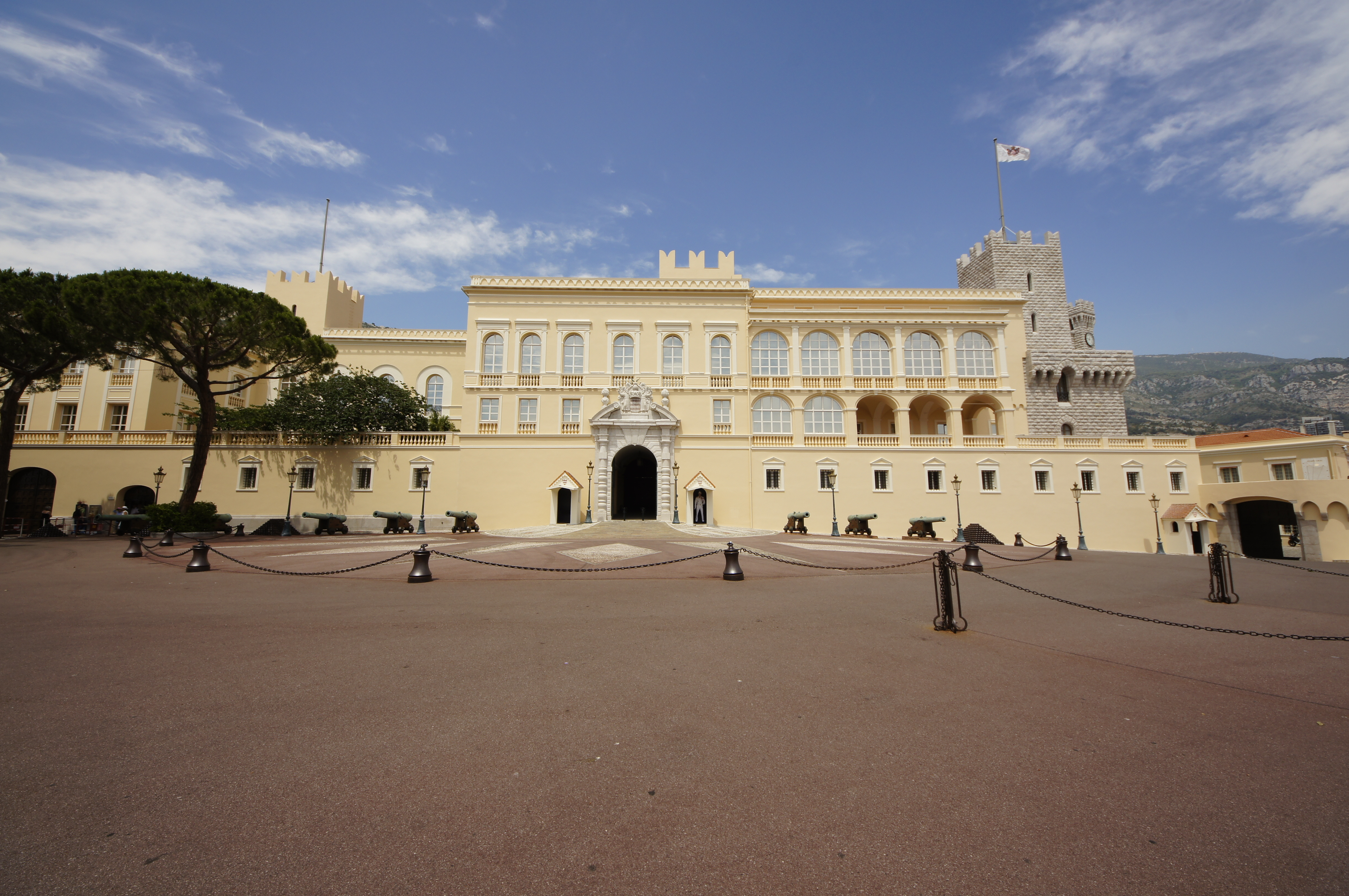
모나코 대공궁

모나코 대공궁(프랑스어: Palais de Monaco)은 모나코의 대공이 거처하는 궁전이다.

## 같이 보기
- 모나코의 군주 목록
- 모나코의 역사